# Никлас Бурстрем
Никлас Бурстрем (швед. Niclas Burström; Шелефтео, 25. јануар 1991) професионални је шведски хокејаш на леду који игра на позицији одбрамбеног играча.
Тренутно наступа за екипу Шелефтеа у шведској СХЛ лиги са којом је у сезонама 2012/13. и 2013/14. освојио титуле националног првака. Са екипом Шелефтео потписао је у септембру 2012. четворогодишњи уговор.
Са сениорском репрезентацијом Шведске освојио је бронзану медаљу на Светском првенству 2014. у Минску. На том турниру Бурстрем је одиграо 7 утакмица, али без неког запаженијег статистичког учинка.